# Escola Sadako
L'Escola Sadako és un centre educatiu concertat situat a Barcelona. L'escola disposa d'Educació infantil, primària i secundària. El nom de l'escola ve de Sadako Sasaki, una jove d'Hiroshima que tenia dos anys quan es van produir els bombardejos d'Hiroshima i Nagasaki l'agost de 1945.
L'escola està ubicada al carrer Collserola número 42 de Barcelona. Consta de dos edificis on se situen les aules i un annex on se situen els despatxos i les sales de reunions. El seu director actual és Jordi Musons i Mas. Duu a terme un model pedagògic sense llibres de text.

## Història
El mes de setembre del 1968, les tres professores Carme Lupón, Lídia Noguera i Núria Carrió van fundar l'Escola Sadako amb l'objectiu de defendre la cultura catalana i de potenciar l'ensenyament en català. Inicialment el domicili social de l'escola era el carrer Ferran Puig número 35, on només hi havia 35 alumnes matriculades. El 1996 es va crear una fundació paral·lela a l'escola i es va comprar el local del carrer Collserola número 42, on és ubicada actualment. El 1977 autoritzen l'escola per poder impartir l'ensenyament mixt.

## Directors
- Rosa Angurell - 1982-2005
- Jordi Musons i Mas - 2005- actualitat[1]

## Premis i reconeixements
- Premi ensenyament 2015, del Cercle d'Economia[7]
- Ashoka la va seleccionar com a membre de la seva xarxa d'escoles Changemakers[2]
- Escola per la societat digital, per la Fundación Telefònica[8]